# Lorenz Breunig
Pour les articles homonymes, voir Breunig.

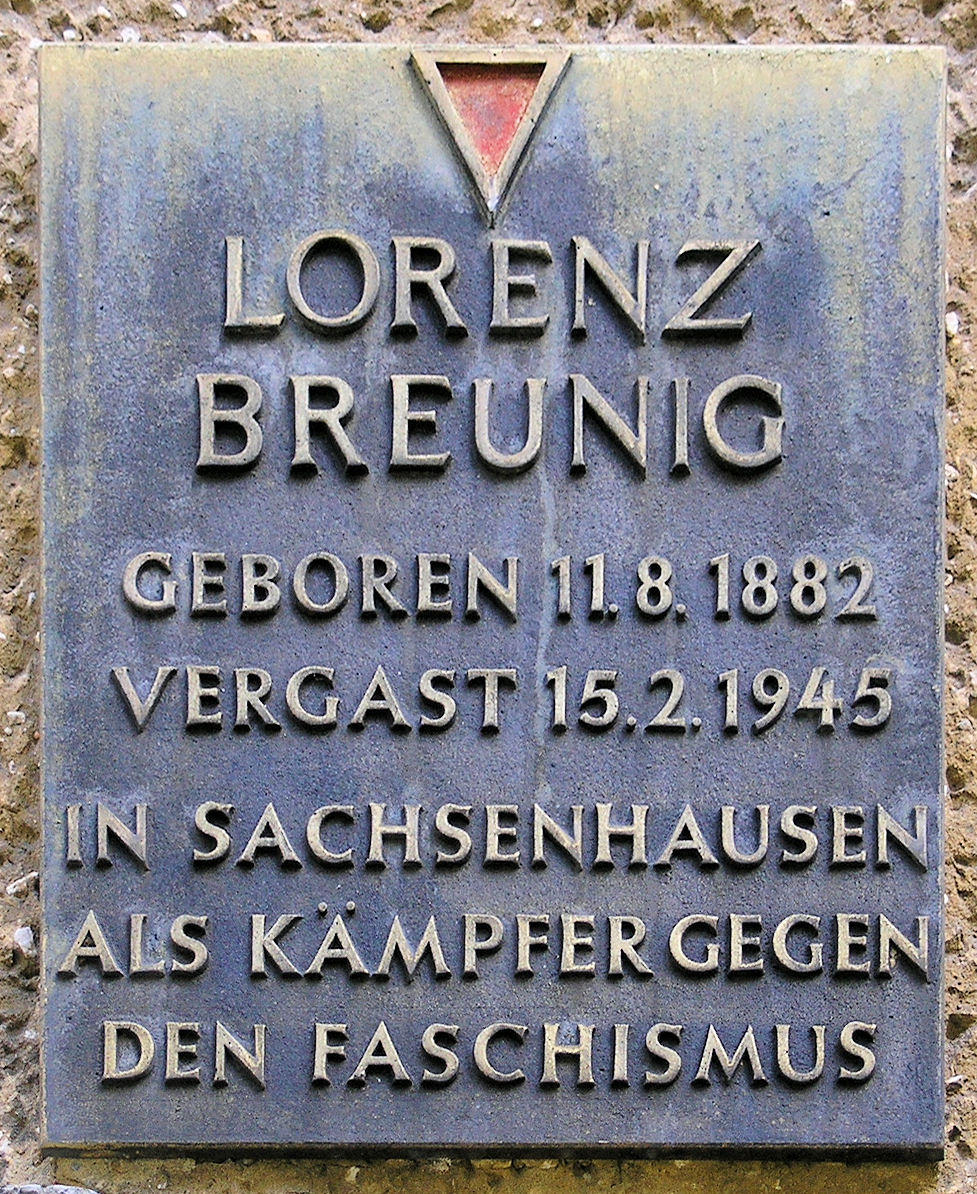
Plaque mémorielle à Berlin, avec le triangle rouge des prisonniers politiques des nazis.

Lorenz Breunig, né le 11 août 1882 à Weilbach et assassiné le 15 février 1945 au camp de concentration d'Oranienbourg-Sachsenhausen,, est un ouvrier, syndicaliste, homme politique et résistant allemand.

## Biographie
Originaire de Basse-Franconie, il y apprend le métier de tourneur-fraiseur, le pratique « dans de grandes et petites entreprises de l'industrie métallurgique » et se syndique. En 1906 il adhère au Parti social-démocrate d'Allemagne (SPD). Il prend part comme soldat à la Première Guerre mondiale, puis en 1917 est employé dans l'administration des chemins de fer prussiens. Il quitte le SPD lorsque celui-ci accepte l'union sacrée demandée par l'empereur Guillaume II : la suspension des désaccords politiques et des revendications sociales pendant la guerre. Il devient alors membre du Parti social-démocrate indépendant d'Allemagne, jusqu'à ce que celui-ci se fonde en 1922 dans le Parti communiste ; Lorenz Breunig rejoint alors à nouveau le SPD,. 
Aux élections législatives de 1920, les premières de la république de Weimar, il est élu député au Reichstag, au scrutin de liste ; la même année, il devient secrétaire du conseil d'administration du Syndicat des Travailleurs des Chemins de fer allemands (Deutscher Eisenbahner-Verband). Il ne se représente pas aux élections de 1924, et est candidat malheureux à celles de 1926, de 1928 et de 1930. À l'arrivée au pouvoir des nazis en 1933 il est contraint de démissionner de ses fonctions syndicales ; expulsé de son logement par les nazis, il est agressé, avec son épouse et leurs enfants, par les SA lors de leur première nuit dans leur nouveau logement. Il devient alors agent d'assurance. Dans le même temps, il entre en résistance. Il co-fonde un groupe de résistants issus de son ancien syndicat, organise des collectes d'argent pour les prisonniers politiques et leurs familles, et distribue des écrits anti-nazis. Il est placé sous surveillance par la Gestapo, qui ne parvient toutefois qu'à constater qu'il « li[t] occasionnellement des écrits illégaux et écout[e] Radio Moscou »,,,. 
En septembre 1939, à l'entame de la Seconde Guerre mondiale, il est arrêté avec soixante-treize autres syndicalistes par les nazis, et interné au camp de concentration de Sachsenhausen. Il souffre d'asthme, qui s'aggrave durant son internement. Les nazis l'assassinent le 15 février 1945 dans une chambre à gaz du camp, deux mois avant la libération du camp par l'armée soviétique,.
Il est l'un des anciens députés commémorés par le Mémorial en souvenir des 96 membres du Reichstag assassinés par les nazis, devant le palais du Reichstag. Une rue de sa ville natale de Weilbach porte son nom, le long du chemin de fer.